# Лефевр де Лабуле, Антуан Рене Поль
Антуан Рене Поль Лефевр де Лабулэ (фр. Antoine René Paul Lefebvre de Laboulaye; 1833—1905) — французский дипломат.
Сын Эдуара Лабулэ; был полномочным министром в Лиссабоне, затем послом в Мадриде, в 1886— 1891 — в Санкт-Петербурге. Немало способствовал франко-русскому сближению, завершившемуся кронштадтскими празднествами.